# Ли Хо Ын

Ли Хо Ын (кор. 이•호응, англ. Lee Ho-Eung, родился 15 февраля 1978 года в Ыйджонбу, провинция Кёнгидо) — южно-корейский шорт-трекист, серебряный призёр Олимпийских игр Олимпийских игр 1998 года. Двукратный чемпион мира. Окончил Университет Данкук на факультете физического воспитания.

## Спортивная карьера
Ли Хо Ын начал кататься на коньках в качестве конькобежца на длинные дистанции, когда учился в 4-м классе начальной школы Кёнги. Он был старшим сыном отца Ли Юн Пё и матери Пак Чон Хи, которая когда-то владела фотостудией и рестораном.Он перешёл на шорт-трек в средней школе Квангмун в Ыйджонбу, а в 1994 году упал в общежитие, когда учился в 3-м классе средней школы. и получил серьезную травму головы.  Ему была сделана операция на головном мозге, и последствия продолжались в течение года. В то время у его отца были проблемы в бизнесе и мать тянула семью на себе. 
В ноябре 1996 года он выиграл в беге на 3000 м на турнире Jeonju Asia Flight и его результаты пошли вверх. В следующем году в январе на зимней Универсиаде в Муджу завоевал две золотые медали в беге на 3000 м и в эстафете, в марте на чемпионате мира в Нагое выиграл золото в эстафете, а также золото на командном чемпионате мира в Сеуле.
На Олимпийских играх в Нагано Ли участвовал только в эстафете, где выиграл серебряную медаль. После игр выиграл две серебряные медали на чемпионате мира в Вене в эстафете и в команде на чемпионате мира в Бормио. В 1999 году на Азиатских играх в Канвоне выиграл бронзовую медаль в эстафете. 
После завершения карьеры работает тренером в Корее.